# Восстание Камвины Нсапу

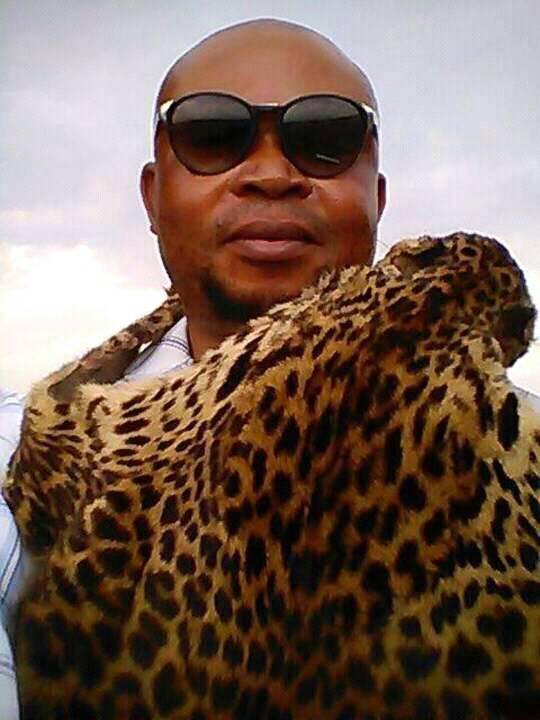
Камвина Нсапу в 2016 году

Восстание Камвины Нсапу, также встречается написание Камуина Нсапу — восстание ополчения Камвины Нсапу против сил государственной безопасности Демократической Республики Конго, которое охватило провинции Лулуа, Касаи, Восточное Касаи, Ломами и Санкуру. Бои начались после того, как в августе 2016 года ополчение во главе с Камвиной Нсапу напало на конголезских силовиков.
Конфликт имел этническую подоплёку; ополченцы являлись представителями народа луба и совершали военные преступления на почве межнациональной ненависти.

## Причины
В 2011 году Жан-Пьер Мпанди был назначен шестым главой клана Бажилы Касанжи после возвращения из ЮАР, где он разыскивался за незаконную торговлю алмазами. Его племенное имя было Камвина Нсапу, что означало «чёрный муравей». Он имел значительное влияние в регионе и, даже если он избран в соответствии с традициями племени, должен был получить признание центральной властью. Данное условие вынуждала предыдущих вождей поддержать правительство ДРК, чтобы получить его одобрение.
Его регион поддержал оппозицию на последних президентских выборах. Из-за этого власть назначила своих сторонников, а не вождей племени, на основные посты в регионе. Центральное правительство также отказалось признать назначение Камвину Нсапу местным лидером после того, как он выступил против президента Жозефа Кабила. Это заставило вождя оспорить власть центрального правительства. В июне 2016 г. он начал призывать к восстанию.

## Восстание
Камвина Нсапу подстрекал своих людей ксенофобской пропагандой, называя правительственные силы безопасности «иностранными наёмниками и оккупационными войсками». Он собрал ополчение и 8 августа совершил нападение на отделение полиции. 12 августа 2016 года глава боевиков был убит вместе с восьми другими ополченцами и 11 полицейскими в Цхимбулу. После его смерти Конголезская обсерватория по правам человека осудила его убийство и предположила, что Нсапу должен был быть арестован.
Несколько его последователей отказались верить, что лидер мёртв, усилив нападения на силы безопасности. По мере того, как насилие со стороны ополчения Камвины Нсапу возросло, восстание разрасталось, и всё большее число местных жителей поднималась против правительства. Смерть Камвины Нсапу означала, что восстание разбилось на ряд движений, которые боролись за разные цели.
23 сентября повстанцы напали на аэропорт в городе Кананга. По итогу боя десять военнослужащих и порядка сорока повстанцев были убиты.
28 января 2017 года во время стычки четыре ополченцев были убиты и два полицейские ранены. Тем временем повстанцы призвали снять с поста губернатора Алекса Конде и выразили протест против визита премьер-министра Сами Бадыбанга в регион, охваченный восстанием. 31 января римско-католический священник из прихода святого Альфонса в Кананге, который пытался помешать боевикам принимать детей из школ в свои отряды, был похищен, но впоследствии освобождён.
9 февраля в Цхимбулу начались бои между ополченцами и вооружёнными силами в результате этнических репрессий со стороны мятежников. В боях как минимум шесть человек погибли, в том числе один мирный житель. На следующий день вооружёнными силами зафиксировано от 60 до 75 убитых. Также как минимум два военнослужащие ранены. 14 февраля пресс-секретарь Организации Объединенных Наций по правам человека Лиз Тросел объявила, что между 9 и 13 февраля правительственными силами по меньшей мере 101 человек убит.
Через несколько дней было выложено видео, где конголезские военные убивают мирных жителей в деревне Мванза Ломба. Министр прав человека Мари-Анжела Мушобеква заявила, что видео не было проверено аутентификацией, а министр связи Ламберт Менд Омаланга заявил, что его снимали в другой стране, чтобы навредить репутации армии ДРК.
Также сообщалось, что два журналиста якобы получили угрозы смерти за освещение конфликта.
18 февраля боевики атаковали Великую Малорскую семинарию. Это был первый случай, когда они напали на католиков. Вскоре после инцидента оба епископа Лвизы, фельчан Мванамы Галумбулула и архиепископ Киншасы Лоран Монсенва Пасиня осудили насилие, а вице-губернатор Лулу Джастин Милонго призвал повстанцев начать мирные переговоры с правительством. Между тем, миротворческая войска MONUSCO введенны в Нганзу и Малалы в Кананге, чтобы навести там порядок.
Из-за стычек многие родители перестали отправлять детей в школы. Однако 26 февраля вице-губернатор Лулуа Джастин Милонго заявил, что «маразм» нужно закончить и дети должны вернуться к учебным занятиям.
26 марта повстанцы захватили 46 полицейских. Шестерых из захваченных боевики отпустили, потому что те говорили на местном наречии, а остальных — обезглавили. Оружие и транспорт полицейских были также захваченны.
К началу 2018 года правительственные силы освободили большинство районов в Касаи и прилегающих к ним регионы, которые ранее находились за повстанцами. Тем не менее бои продолжались, и новый всплеск насилия в феврале 2018 года заставил около 11 тысяч человек в данной провинции покинуть свои дома. 15 сентября Ндайэ Калонга Нсабанга, лидер повстанческой коалиции, сдался правительству в Кананзе. Большинство его сил, в том числе 7 командиров, а также 600 бойцов, также сложили оружие.
По оценкам Организации Объединенных Наций, в результате боевых действий до августа 2018 года было убито около 5000 человек, хотя насилие «все ещё не соответствует геноциду». После всеобщих выборов 30 декабря 2018 года, на которых победил Феликса Чисекеди, около 743 повстанцев Камвины Нсапу вместе с тремя их командирами (в том числе Локанда Луакатэбуа и Мубиай Дэвей) сдались в январе 2019 года. Таким образом мятежники показали, что они признали Чисекеди новым президентом и готовы поддержать его на фоне текущих политических противоречий в стране.
Ситуация в регионе вновь обострилась в мае 2019 года. Повстанцы, недовольные новым правительством, возобновили сопротивление. Город Кананга особенно потерпел от возобновления боёв. В городе произошли стычки, во время которых из-под ареста бежали четверо боевиков, подозреваемых в убийствах сотрудников ООН. Согласно данным Детского фонда ООН, 653 школы и 223 поликлиники были разграблены во время возобновления столкновений.